# Yuanwu Keqin
Cette page contient des caractères spéciaux ou non latins. S’ils s’affichent mal (▯, ?, etc.), consultez la page d’aide Unicode.
Dans ce nom, le nom de famille, Yuanwu, précède le nom personnel Keqin.
Yuanwu Keqin (chinois : 圜悟克勤 ; Wade : Yuan Wu K'e Ch'in; japonais : Engo Kokugon) (1063–1135) est un moine bouddhiste zen chinois qui a écrit des commentaires sur les cent koans compilés par Xuedou Zhongxian (Wade-Giles : Hsueh Tou Chung Hsien;  japonais : Setcho Juken) (980–1052). 
Ces koans et leurs commentaires ont été réunis sous le titre de Recueil de la falaise bleue (Wade-Giles : Pi Yen Lu; Japonais : Hekiganroku), un des plus célèbres ouvrages du genre.